# Храм Покрова Пресвятой Богородицы в Андреевском
Церковь Покрова Пресвятой Богородицы в Андреевском — приходской православный храм в городе Яхрома Дмитровского городского округа Московской области, на территории бывшего села Андреевского. Относится к Сергиево-Посадской епархии Русской православной церкви.

## История
Село Андреевское Каменского стана впервые упоминается в летописи 1566 года среди семи дворцовых сёл Дмитровского уезда, при этом упоминается находящаяся там деревянная церковь Покрова Пресвятой Богородицы.
В начале XVII века, после польско-литовской интервенции, село было передано в вотчину «на осаду Москвы» боярину М. М. Салтыкову. Согласно переписчикам за 1627 год, в селе Андреевском упоминаются две деревянные церкви: во имя святителя Николая и «стоящие без пения» в честь Покрова Божией Матери.
Андреевское принадлежало семье Салтыковых до конца XVII века.
В 1791 году его купил граф Иван Орлов. В том же году граф умер, и его вдова Елизавета Фёдоровна стала хозяйкой имения. В память о покойном супруге она решила построить каменную церковь.
В 1803 году митрополит Платон дал устав церкви и своё благословение на постройку. В 1812 году стройку остановила война. В 1815 году был построен и освящён первый придел в честь святых пророка Захарии и праведной Елисаветы, в 1817 году был освящён второй придел в честь святителя Николая. Главный престол был построен в 1821 году и посвящён Покрову Пресвятой Богородицы. Стройка заняла почти 20 лет.
Храм построен, предположительно, по проекту итальянского архитектора Франческо Кампорези, в стиле классицизма из кирпича с белым камнем и гипсом. Трёхъярусная сводчатая ротонда с выраженными деталями из белого камня — цоколь, колонны большого и малого ордера, люкарны, карнизы и сандрики. Относительно невысокая прямоугольная трапезная примыкает к трёхуровневой колокольне с тонким шпилем.
В советское время большая часть церковных ценностей была конфискована, оставшаяся разграблены. Священники Покровской церкви были расстреляны на полигоне Бутово в 1938 году. В 1941 году по решению Дмитровского исполкома Покровская церковь «из-за отсутствия» священника была закрыта.
В 1994 году храм был возвращён Русской православной церкви, после чего начались реставрационные работы.
На юбилейном Архиерейском соборе 2000 года к лику святых причислены два последних священнослужителя Покровского храма — преподобномученик Варлаам (Никольский) и священномученик Василий Крылов.

## Духовенство
- Настоятель храма — протоиерей Михаил Богатырёв[3]